# Володимир Янів (військовик)
Володимир Янів (22 серпня 1921, Дроговиж — 6 січня 2010, Картерет) — учасник Другої світової війни, військовик Армії Андерса, український громадський діяч у США. Нагороджений орденом Virtuti Militari за порятунок життів 5 офіцерів під час битви за Монте-Кассіно.

## Біографія
Народився у селі Дроговиж, що на Львівщині. Успішно закінчив народну школу, здобув середню освіту та завдяки старанням батьків вступив до Львівської Політехніки. У студентські роки поповнив ряди членів Організації Українських Націоналістів.
На початку 1940 року співробітники НКВС оточили університет й арештували 17 студентів, зокрема й Володимира Янева. Без слідства й суду він потрапив до в'язниці; поневірявся радянськими тюрмами у Дрогобичі, Львові та Києві, Самборі й Старобільську, у лісах поблизу Нижнього Новгорода. Відтак вивезли до Сибіру, прирікши на невільничу працю у тайзі, голоді та холоді.
19 вересня 1941 року, тобто у день підписання угоди між генералом Сікорським та Радянським Союзом, Володимира Янева звільнили з в'язниці й перевезли потягом до Куйбишева, де містилася Комісія для організації польської армії. Перед ним постав вибір: або зголоситися на військову службу, або знову повернутися у табори НКВС. Утім, з огляду на молодий вік, комісія відмовилася його брати. Натомість Володимира Янева відправили до Ташкента, а звідти річкою Амудар'я у колгосп. З поляків та кількох українців організували трудову бригаду для збирання вирощуваної тут бавовни. По завершенню робіт їх знову відправили до узбецької столиці.
У цей самий час серед солдатів розповсюдився тиф. 6 січня 1942 року Янів також занедужав на цю хворобу, й пролежав в шпиталі до 18 березня. Лікар, котрий опікувався ним, виявився товаришем по службі його батька з часів австрійської армії. Завдяки його старанням Володимира Яніва перевели до польського міського шпиталю, де працювала комісія для підбору молодих людей до армії. У рамках категорії «Ц» Янів потрапив до Ірану, де добровольцями зайнялися британці. Солдати отримали нові однострої, а відтак переправились у Палестину.
Спершу Володимир Янів опинився у 7-й дивізії, опісля її розформування, потрапив до 3-ї Карпатської, в котрій служило багато вихідців із Західної України. Рівно ж як і поляки, українці підпорядковувалися командуванню 8-ї британської армії. Після вишколу Янева приділили до військ зв'язку; вивчав основи телеграфії й телетехніки. Перебуваючи в Тель-Авіві, одержав атестат зрілості, після чого був скерований до офіцерської школи зв'язку. Поблизу лівійського Триполі пройшов високогірний курс вправ. Вже в Єгипті склав іспит, здобув свідоцтво, й у вересні 1943 року був перекинутий до Італії. Впродовж кількох місяців працював інструктором на курсах біля міста Барі. В повоєнних спогадах зазначав, що часто відвідував концерти Ірени Яросевич, відомої польської акторки українського походження, майбутньої дружини генерала Андерса.
У січні 1944 року Янів повернувся до 3-го батальйону піхоти, який на початку квітня вислали для боротьби проти сильно укріпленого і добре озброєного німецького війська в Монте-Кассіно. Особливо криваві бої тривали протягом травня. Володимир Янів, уже у званні підхорунжого, служив на спостережному пункті, брав участь у боях, та врятував життя п'ятьом офіцерам. За проявлений героїзм його нагородили орденом Virtuti Militari 5 класу. Надалі Володимир Янів воював над рікою Сенія, в Анконі та Форлі, дійшовши з військом до північної Італії. Планувався перехід Армії Андерса на терени Австрії, але 8 травня 1945 року Німеччина капітулювала. З того моменту й аж до літа 1946 Янів служив охоронцем в таборах для військовополонених.
У Війську Польському Володимир Янів дослужився до поручника, після демобілізації отримав ранг капітана, а пізніше 1982 року уряд УНР у вигнанні надав йому звання майора. В 1947 з почестями звільнений зі служби, оселився в Англії, та влаштувався на роботі. Зустрівся зі Стефанією, дівчиною з України, з котрою одружився у 1950. Через рік народилась дочка Лідія. В 1956 родина перебралася до Сполучених Штатів, де також мешкала сім'я дружини. Працював інженером.
Володимир Янів долучився до громадського життя української громади, працював учителем, а згодом і директором Школи українознавства в Картереті, започаткованої ним же в 1966 при українській католицькій церкві св. Марії. Став членом Головної управи Організації оборони чотирьох свобід України, пресовим референтом Українського Народного Союзу, входив до Фундації «Воля». Упродовж тривалого часу належав до Відділу Українського Конгресового Комітету Америки в Картереті, обирався фінансовим секретарем, а відтак членом Крайової Екзекутиви цієї організації та головою Стейтової Координаційної Ради УККА в Нью-Джерсі. На сторінках газети Свобода висловлював пропозицію створення комітету, що опікувався б могилами вояків-українців, полеглих під Монте-Кассіно, та спорудження пам'ятника для вшанування їхньої пам'яті. Помер після тривалої і важкої недуги.